# Mözen
Mözen est une commune allemande du Schleswig-Holstein, située dans l'arrondissement de Segeberg (Kreis Segeberg), à quatre kilomètres au sud-ouest de la ville de Bad Segeberg. Mözen fait partie de l'Amt Leezen qui regroupe douze communes autour de Leezen.